# Kantal

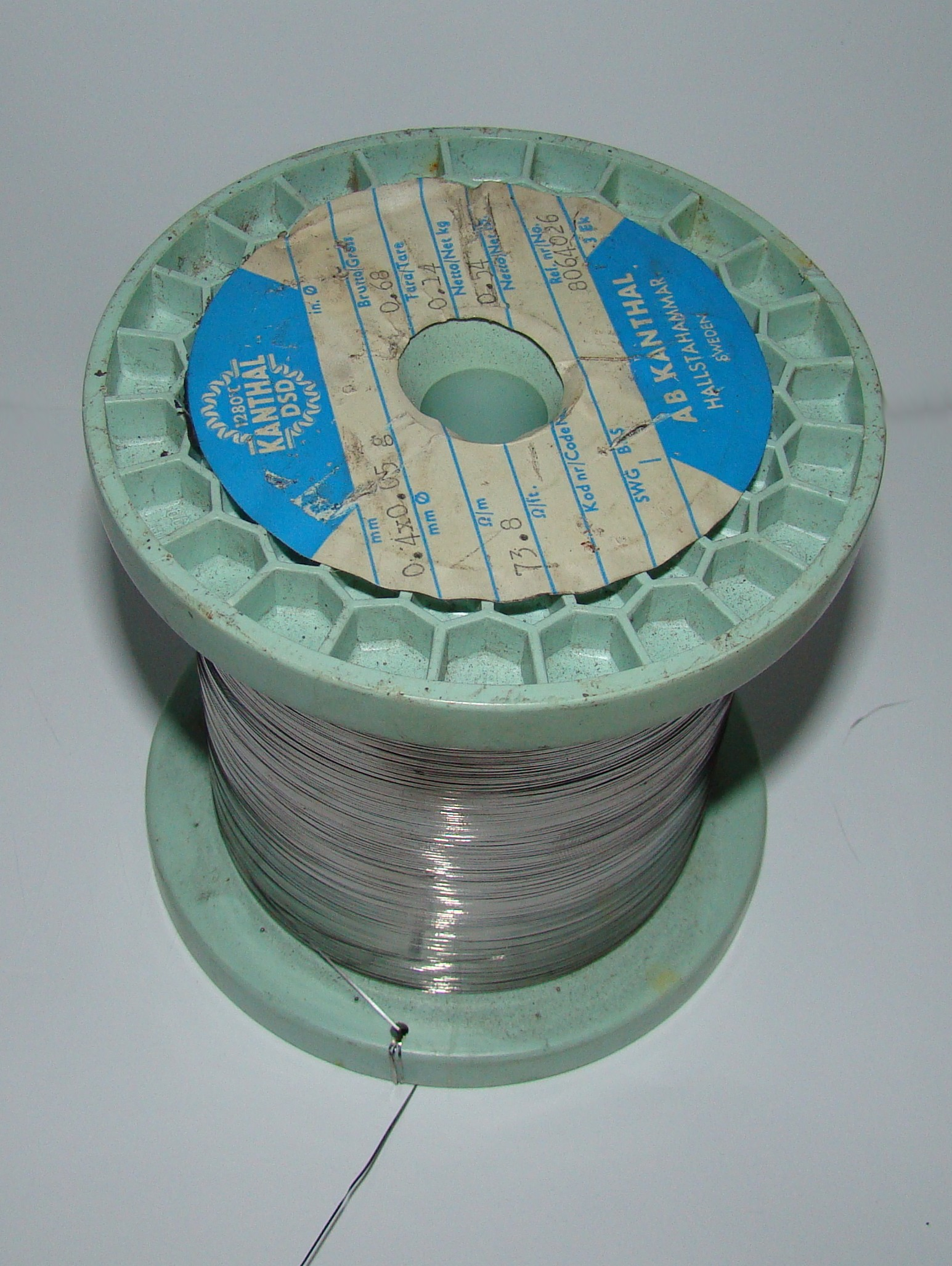
Drut oporowy wykonany z kantalu

Kantal (kanthal) – stop żelaza i chromu z niewielkim dodatkiem glinu i kobaltu. Charakteryzuje się dużym oporem właściwym i ma zastosowanie w produkcji drutów oporowych oraz elementów grzejnych.
Przykłady: Kanthal A1 (72% Fe, 20% Cr, 5% Al, 3% Co), ma oporność 1,45 Ω mm²/m, temperaturę topnienia 1500 °C, pracy do 1300 °C; Kanthal D (69% Fe, 22% Cr, 5,8% Al, 3% Zn, Si) – oporność 1,35 Ω mm²/m i temperaturę pracy do 1150 °C. Pod względem temperatury pracy i oporności kanthale przewyższają chromonikieliny, które mogą być stosowane, zależnie od składu, do temperatury 850–1130 °C.
Oporność stopów kanthal w niewielkim stopniu zwiększa się z temperaturą, ale nieliniowo (w odróżnieniu od konstantanu, który ma zależność liniową) i silniej niż w przypadku manganinu, więc stopy kanthal stosuje się do wykonywania oporników grzejnych pracujących w wysokiej temperaturze, ale niewymagających dużej precyzji.